# Venelin Alaikov
Venelin Alaikov est un compositeur bulgare de problèmes d'échecs, né le 18 février 1933, et décédé le 13 février 2007.
Nommé Grand-Maître International de la FIDE pour la composition échiquéenne en 1993.

|   | a | b | c | d | e | f | g | h |   |
| 8 | Roi blanc sur case noire f8 · Pion noir sur case noire a7 · Pion blanc sur case blanche f7 · Pion noir sur case noire b6 · Tour blanche sur case blanche e6 · Dame blanche sur case noire f6 · Cavalier blanc sur case noire h6 · Pion noir sur case noire c5 · Pion noir sur case blanche d5 · Pion blanc sur case blanche f5 · Pion noir sur case noire g5 · Pion blanc sur case blanche a4 · Roi noir sur case blanche c4 · Pion blanc sur case noire d4 · Tour noire sur case blanche g4 · Pion blanc sur case noire c3 · Pion blanc sur case noire g3 · Cavalier blanc sur case blanche h3 · Pion blanc sur case blanche a2 · Pion blanc sur case noire b2 · Fou noir sur case noire f2 · Fou blanc sur case blanche b1 · Cavalier noir sur case blanche f1 · Tour noire sur case blanche h1 | Roi blanc sur case noire f8 · Pion noir sur case noire a7 · Pion blanc sur case blanche f7 · Pion noir sur case noire b6 · Tour blanche sur case blanche e6 · Dame blanche sur case noire f6 · Cavalier blanc sur case noire h6 · Pion noir sur case noire c5 · Pion noir sur case blanche d5 · Pion blanc sur case blanche f5 · Pion noir sur case noire g5 · Pion blanc sur case blanche a4 · Roi noir sur case blanche c4 · Pion blanc sur case noire d4 · Tour noire sur case blanche g4 · Pion blanc sur case noire c3 · Pion blanc sur case noire g3 · Cavalier blanc sur case blanche h3 · Pion blanc sur case blanche a2 · Pion blanc sur case noire b2 · Fou noir sur case noire f2 · Fou blanc sur case blanche b1 · Cavalier noir sur case blanche f1 · Tour noire sur case blanche h1 | Roi blanc sur case noire f8 · Pion noir sur case noire a7 · Pion blanc sur case blanche f7 · Pion noir sur case noire b6 · Tour blanche sur case blanche e6 · Dame blanche sur case noire f6 · Cavalier blanc sur case noire h6 · Pion noir sur case noire c5 · Pion noir sur case blanche d5 · Pion blanc sur case blanche f5 · Pion noir sur case noire g5 · Pion blanc sur case blanche a4 · Roi noir sur case blanche c4 · Pion blanc sur case noire d4 · Tour noire sur case blanche g4 · Pion blanc sur case noire c3 · Pion blanc sur case noire g3 · Cavalier blanc sur case blanche h3 · Pion blanc sur case blanche a2 · Pion blanc sur case noire b2 · Fou noir sur case noire f2 · Fou blanc sur case blanche b1 · Cavalier noir sur case blanche f1 · Tour noire sur case blanche h1 | Roi blanc sur case noire f8 · Pion noir sur case noire a7 · Pion blanc sur case blanche f7 · Pion noir sur case noire b6 · Tour blanche sur case blanche e6 · Dame blanche sur case noire f6 · Cavalier blanc sur case noire h6 · Pion noir sur case noire c5 · Pion noir sur case blanche d5 · Pion blanc sur case blanche f5 · Pion noir sur case noire g5 · Pion blanc sur case blanche a4 · Roi noir sur case blanche c4 · Pion blanc sur case noire d4 · Tour noire sur case blanche g4 · Pion blanc sur case noire c3 · Pion blanc sur case noire g3 · Cavalier blanc sur case blanche h3 · Pion blanc sur case blanche a2 · Pion blanc sur case noire b2 · Fou noir sur case noire f2 · Fou blanc sur case blanche b1 · Cavalier noir sur case blanche f1 · Tour noire sur case blanche h1 | Roi blanc sur case noire f8 · Pion noir sur case noire a7 · Pion blanc sur case blanche f7 · Pion noir sur case noire b6 · Tour blanche sur case blanche e6 · Dame blanche sur case noire f6 · Cavalier blanc sur case noire h6 · Pion noir sur case noire c5 · Pion noir sur case blanche d5 · Pion blanc sur case blanche f5 · Pion noir sur case noire g5 · Pion blanc sur case blanche a4 · Roi noir sur case blanche c4 · Pion blanc sur case noire d4 · Tour noire sur case blanche g4 · Pion blanc sur case noire c3 · Pion blanc sur case noire g3 · Cavalier blanc sur case blanche h3 · Pion blanc sur case blanche a2 · Pion blanc sur case noire b2 · Fou noir sur case noire f2 · Fou blanc sur case blanche b1 · Cavalier noir sur case blanche f1 · Tour noire sur case blanche h1 | Roi blanc sur case noire f8 · Pion noir sur case noire a7 · Pion blanc sur case blanche f7 · Pion noir sur case noire b6 · Tour blanche sur case blanche e6 · Dame blanche sur case noire f6 · Cavalier blanc sur case noire h6 · Pion noir sur case noire c5 · Pion noir sur case blanche d5 · Pion blanc sur case blanche f5 · Pion noir sur case noire g5 · Pion blanc sur case blanche a4 · Roi noir sur case blanche c4 · Pion blanc sur case noire d4 · Tour noire sur case blanche g4 · Pion blanc sur case noire c3 · Pion blanc sur case noire g3 · Cavalier blanc sur case blanche h3 · Pion blanc sur case blanche a2 · Pion blanc sur case noire b2 · Fou noir sur case noire f2 · Fou blanc sur case blanche b1 · Cavalier noir sur case blanche f1 · Tour noire sur case blanche h1 | Roi blanc sur case noire f8 · Pion noir sur case noire a7 · Pion blanc sur case blanche f7 · Pion noir sur case noire b6 · Tour blanche sur case blanche e6 · Dame blanche sur case noire f6 · Cavalier blanc sur case noire h6 · Pion noir sur case noire c5 · Pion noir sur case blanche d5 · Pion blanc sur case blanche f5 · Pion noir sur case noire g5 · Pion blanc sur case blanche a4 · Roi noir sur case blanche c4 · Pion blanc sur case noire d4 · Tour noire sur case blanche g4 · Pion blanc sur case noire c3 · Pion blanc sur case noire g3 · Cavalier blanc sur case blanche h3 · Pion blanc sur case blanche a2 · Pion blanc sur case noire b2 · Fou noir sur case noire f2 · Fou blanc sur case blanche b1 · Cavalier noir sur case blanche f1 · Tour noire sur case blanche h1 | Roi blanc sur case noire f8 · Pion noir sur case noire a7 · Pion blanc sur case blanche f7 · Pion noir sur case noire b6 · Tour blanche sur case blanche e6 · Dame blanche sur case noire f6 · Cavalier blanc sur case noire h6 · Pion noir sur case noire c5 · Pion noir sur case blanche d5 · Pion blanc sur case blanche f5 · Pion noir sur case noire g5 · Pion blanc sur case blanche a4 · Roi noir sur case blanche c4 · Pion blanc sur case noire d4 · Tour noire sur case blanche g4 · Pion blanc sur case noire c3 · Pion blanc sur case noire g3 · Cavalier blanc sur case blanche h3 · Pion blanc sur case blanche a2 · Pion blanc sur case noire b2 · Fou noir sur case noire f2 · Fou blanc sur case blanche b1 · Cavalier noir sur case blanche f1 · Tour noire sur case blanche h1 | 8 |
| 7 | Roi blanc sur case noire f8 · Pion noir sur case noire a7 · Pion blanc sur case blanche f7 · Pion noir sur case noire b6 · Tour blanche sur case blanche e6 · Dame blanche sur case noire f6 · Cavalier blanc sur case noire h6 · Pion noir sur case noire c5 · Pion noir sur case blanche d5 · Pion blanc sur case blanche f5 · Pion noir sur case noire g5 · Pion blanc sur case blanche a4 · Roi noir sur case blanche c4 · Pion blanc sur case noire d4 · Tour noire sur case blanche g4 · Pion blanc sur case noire c3 · Pion blanc sur case noire g3 · Cavalier blanc sur case blanche h3 · Pion blanc sur case blanche a2 · Pion blanc sur case noire b2 · Fou noir sur case noire f2 · Fou blanc sur case blanche b1 · Cavalier noir sur case blanche f1 · Tour noire sur case blanche h1 | Roi blanc sur case noire f8 · Pion noir sur case noire a7 · Pion blanc sur case blanche f7 · Pion noir sur case noire b6 · Tour blanche sur case blanche e6 · Dame blanche sur case noire f6 · Cavalier blanc sur case noire h6 · Pion noir sur case noire c5 · Pion noir sur case blanche d5 · Pion blanc sur case blanche f5 · Pion noir sur case noire g5 · Pion blanc sur case blanche a4 · Roi noir sur case blanche c4 · Pion blanc sur case noire d4 · Tour noire sur case blanche g4 · Pion blanc sur case noire c3 · Pion blanc sur case noire g3 · Cavalier blanc sur case blanche h3 · Pion blanc sur case blanche a2 · Pion blanc sur case noire b2 · Fou noir sur case noire f2 · Fou blanc sur case blanche b1 · Cavalier noir sur case blanche f1 · Tour noire sur case blanche h1 | Roi blanc sur case noire f8 · Pion noir sur case noire a7 · Pion blanc sur case blanche f7 · Pion noir sur case noire b6 · Tour blanche sur case blanche e6 · Dame blanche sur case noire f6 · Cavalier blanc sur case noire h6 · Pion noir sur case noire c5 · Pion noir sur case blanche d5 · Pion blanc sur case blanche f5 · Pion noir sur case noire g5 · Pion blanc sur case blanche a4 · Roi noir sur case blanche c4 · Pion blanc sur case noire d4 · Tour noire sur case blanche g4 · Pion blanc sur case noire c3 · Pion blanc sur case noire g3 · Cavalier blanc sur case blanche h3 · Pion blanc sur case blanche a2 · Pion blanc sur case noire b2 · Fou noir sur case noire f2 · Fou blanc sur case blanche b1 · Cavalier noir sur case blanche f1 · Tour noire sur case blanche h1 | Roi blanc sur case noire f8 · Pion noir sur case noire a7 · Pion blanc sur case blanche f7 · Pion noir sur case noire b6 · Tour blanche sur case blanche e6 · Dame blanche sur case noire f6 · Cavalier blanc sur case noire h6 · Pion noir sur case noire c5 · Pion noir sur case blanche d5 · Pion blanc sur case blanche f5 · Pion noir sur case noire g5 · Pion blanc sur case blanche a4 · Roi noir sur case blanche c4 · Pion blanc sur case noire d4 · Tour noire sur case blanche g4 · Pion blanc sur case noire c3 · Pion blanc sur case noire g3 · Cavalier blanc sur case blanche h3 · Pion blanc sur case blanche a2 · Pion blanc sur case noire b2 · Fou noir sur case noire f2 · Fou blanc sur case blanche b1 · Cavalier noir sur case blanche f1 · Tour noire sur case blanche h1 | Roi blanc sur case noire f8 · Pion noir sur case noire a7 · Pion blanc sur case blanche f7 · Pion noir sur case noire b6 · Tour blanche sur case blanche e6 · Dame blanche sur case noire f6 · Cavalier blanc sur case noire h6 · Pion noir sur case noire c5 · Pion noir sur case blanche d5 · Pion blanc sur case blanche f5 · Pion noir sur case noire g5 · Pion blanc sur case blanche a4 · Roi noir sur case blanche c4 · Pion blanc sur case noire d4 · Tour noire sur case blanche g4 · Pion blanc sur case noire c3 · Pion blanc sur case noire g3 · Cavalier blanc sur case blanche h3 · Pion blanc sur case blanche a2 · Pion blanc sur case noire b2 · Fou noir sur case noire f2 · Fou blanc sur case blanche b1 · Cavalier noir sur case blanche f1 · Tour noire sur case blanche h1 | Roi blanc sur case noire f8 · Pion noir sur case noire a7 · Pion blanc sur case blanche f7 · Pion noir sur case noire b6 · Tour blanche sur case blanche e6 · Dame blanche sur case noire f6 · Cavalier blanc sur case noire h6 · Pion noir sur case noire c5 · Pion noir sur case blanche d5 · Pion blanc sur case blanche f5 · Pion noir sur case noire g5 · Pion blanc sur case blanche a4 · Roi noir sur case blanche c4 · Pion blanc sur case noire d4 · Tour noire sur case blanche g4 · Pion blanc sur case noire c3 · Pion blanc sur case noire g3 · Cavalier blanc sur case blanche h3 · Pion blanc sur case blanche a2 · Pion blanc sur case noire b2 · Fou noir sur case noire f2 · Fou blanc sur case blanche b1 · Cavalier noir sur case blanche f1 · Tour noire sur case blanche h1 | Roi blanc sur case noire f8 · Pion noir sur case noire a7 · Pion blanc sur case blanche f7 · Pion noir sur case noire b6 · Tour blanche sur case blanche e6 · Dame blanche sur case noire f6 · Cavalier blanc sur case noire h6 · Pion noir sur case noire c5 · Pion noir sur case blanche d5 · Pion blanc sur case blanche f5 · Pion noir sur case noire g5 · Pion blanc sur case blanche a4 · Roi noir sur case blanche c4 · Pion blanc sur case noire d4 · Tour noire sur case blanche g4 · Pion blanc sur case noire c3 · Pion blanc sur case noire g3 · Cavalier blanc sur case blanche h3 · Pion blanc sur case blanche a2 · Pion blanc sur case noire b2 · Fou noir sur case noire f2 · Fou blanc sur case blanche b1 · Cavalier noir sur case blanche f1 · Tour noire sur case blanche h1 | Roi blanc sur case noire f8 · Pion noir sur case noire a7 · Pion blanc sur case blanche f7 · Pion noir sur case noire b6 · Tour blanche sur case blanche e6 · Dame blanche sur case noire f6 · Cavalier blanc sur case noire h6 · Pion noir sur case noire c5 · Pion noir sur case blanche d5 · Pion blanc sur case blanche f5 · Pion noir sur case noire g5 · Pion blanc sur case blanche a4 · Roi noir sur case blanche c4 · Pion blanc sur case noire d4 · Tour noire sur case blanche g4 · Pion blanc sur case noire c3 · Pion blanc sur case noire g3 · Cavalier blanc sur case blanche h3 · Pion blanc sur case blanche a2 · Pion blanc sur case noire b2 · Fou noir sur case noire f2 · Fou blanc sur case blanche b1 · Cavalier noir sur case blanche f1 · Tour noire sur case blanche h1 | 7 |
| 6 | Roi blanc sur case noire f8 · Pion noir sur case noire a7 · Pion blanc sur case blanche f7 · Pion noir sur case noire b6 · Tour blanche sur case blanche e6 · Dame blanche sur case noire f6 · Cavalier blanc sur case noire h6 · Pion noir sur case noire c5 · Pion noir sur case blanche d5 · Pion blanc sur case blanche f5 · Pion noir sur case noire g5 · Pion blanc sur case blanche a4 · Roi noir sur case blanche c4 · Pion blanc sur case noire d4 · Tour noire sur case blanche g4 · Pion blanc sur case noire c3 · Pion blanc sur case noire g3 · Cavalier blanc sur case blanche h3 · Pion blanc sur case blanche a2 · Pion blanc sur case noire b2 · Fou noir sur case noire f2 · Fou blanc sur case blanche b1 · Cavalier noir sur case blanche f1 · Tour noire sur case blanche h1 | Roi blanc sur case noire f8 · Pion noir sur case noire a7 · Pion blanc sur case blanche f7 · Pion noir sur case noire b6 · Tour blanche sur case blanche e6 · Dame blanche sur case noire f6 · Cavalier blanc sur case noire h6 · Pion noir sur case noire c5 · Pion noir sur case blanche d5 · Pion blanc sur case blanche f5 · Pion noir sur case noire g5 · Pion blanc sur case blanche a4 · Roi noir sur case blanche c4 · Pion blanc sur case noire d4 · Tour noire sur case blanche g4 · Pion blanc sur case noire c3 · Pion blanc sur case noire g3 · Cavalier blanc sur case blanche h3 · Pion blanc sur case blanche a2 · Pion blanc sur case noire b2 · Fou noir sur case noire f2 · Fou blanc sur case blanche b1 · Cavalier noir sur case blanche f1 · Tour noire sur case blanche h1 | Roi blanc sur case noire f8 · Pion noir sur case noire a7 · Pion blanc sur case blanche f7 · Pion noir sur case noire b6 · Tour blanche sur case blanche e6 · Dame blanche sur case noire f6 · Cavalier blanc sur case noire h6 · Pion noir sur case noire c5 · Pion noir sur case blanche d5 · Pion blanc sur case blanche f5 · Pion noir sur case noire g5 · Pion blanc sur case blanche a4 · Roi noir sur case blanche c4 · Pion blanc sur case noire d4 · Tour noire sur case blanche g4 · Pion blanc sur case noire c3 · Pion blanc sur case noire g3 · Cavalier blanc sur case blanche h3 · Pion blanc sur case blanche a2 · Pion blanc sur case noire b2 · Fou noir sur case noire f2 · Fou blanc sur case blanche b1 · Cavalier noir sur case blanche f1 · Tour noire sur case blanche h1 | Roi blanc sur case noire f8 · Pion noir sur case noire a7 · Pion blanc sur case blanche f7 · Pion noir sur case noire b6 · Tour blanche sur case blanche e6 · Dame blanche sur case noire f6 · Cavalier blanc sur case noire h6 · Pion noir sur case noire c5 · Pion noir sur case blanche d5 · Pion blanc sur case blanche f5 · Pion noir sur case noire g5 · Pion blanc sur case blanche a4 · Roi noir sur case blanche c4 · Pion blanc sur case noire d4 · Tour noire sur case blanche g4 · Pion blanc sur case noire c3 · Pion blanc sur case noire g3 · Cavalier blanc sur case blanche h3 · Pion blanc sur case blanche a2 · Pion blanc sur case noire b2 · Fou noir sur case noire f2 · Fou blanc sur case blanche b1 · Cavalier noir sur case blanche f1 · Tour noire sur case blanche h1 | Roi blanc sur case noire f8 · Pion noir sur case noire a7 · Pion blanc sur case blanche f7 · Pion noir sur case noire b6 · Tour blanche sur case blanche e6 · Dame blanche sur case noire f6 · Cavalier blanc sur case noire h6 · Pion noir sur case noire c5 · Pion noir sur case blanche d5 · Pion blanc sur case blanche f5 · Pion noir sur case noire g5 · Pion blanc sur case blanche a4 · Roi noir sur case blanche c4 · Pion blanc sur case noire d4 · Tour noire sur case blanche g4 · Pion blanc sur case noire c3 · Pion blanc sur case noire g3 · Cavalier blanc sur case blanche h3 · Pion blanc sur case blanche a2 · Pion blanc sur case noire b2 · Fou noir sur case noire f2 · Fou blanc sur case blanche b1 · Cavalier noir sur case blanche f1 · Tour noire sur case blanche h1 | Roi blanc sur case noire f8 · Pion noir sur case noire a7 · Pion blanc sur case blanche f7 · Pion noir sur case noire b6 · Tour blanche sur case blanche e6 · Dame blanche sur case noire f6 · Cavalier blanc sur case noire h6 · Pion noir sur case noire c5 · Pion noir sur case blanche d5 · Pion blanc sur case blanche f5 · Pion noir sur case noire g5 · Pion blanc sur case blanche a4 · Roi noir sur case blanche c4 · Pion blanc sur case noire d4 · Tour noire sur case blanche g4 · Pion blanc sur case noire c3 · Pion blanc sur case noire g3 · Cavalier blanc sur case blanche h3 · Pion blanc sur case blanche a2 · Pion blanc sur case noire b2 · Fou noir sur case noire f2 · Fou blanc sur case blanche b1 · Cavalier noir sur case blanche f1 · Tour noire sur case blanche h1 | Roi blanc sur case noire f8 · Pion noir sur case noire a7 · Pion blanc sur case blanche f7 · Pion noir sur case noire b6 · Tour blanche sur case blanche e6 · Dame blanche sur case noire f6 · Cavalier blanc sur case noire h6 · Pion noir sur case noire c5 · Pion noir sur case blanche d5 · Pion blanc sur case blanche f5 · Pion noir sur case noire g5 · Pion blanc sur case blanche a4 · Roi noir sur case blanche c4 · Pion blanc sur case noire d4 · Tour noire sur case blanche g4 · Pion blanc sur case noire c3 · Pion blanc sur case noire g3 · Cavalier blanc sur case blanche h3 · Pion blanc sur case blanche a2 · Pion blanc sur case noire b2 · Fou noir sur case noire f2 · Fou blanc sur case blanche b1 · Cavalier noir sur case blanche f1 · Tour noire sur case blanche h1 | Roi blanc sur case noire f8 · Pion noir sur case noire a7 · Pion blanc sur case blanche f7 · Pion noir sur case noire b6 · Tour blanche sur case blanche e6 · Dame blanche sur case noire f6 · Cavalier blanc sur case noire h6 · Pion noir sur case noire c5 · Pion noir sur case blanche d5 · Pion blanc sur case blanche f5 · Pion noir sur case noire g5 · Pion blanc sur case blanche a4 · Roi noir sur case blanche c4 · Pion blanc sur case noire d4 · Tour noire sur case blanche g4 · Pion blanc sur case noire c3 · Pion blanc sur case noire g3 · Cavalier blanc sur case blanche h3 · Pion blanc sur case blanche a2 · Pion blanc sur case noire b2 · Fou noir sur case noire f2 · Fou blanc sur case blanche b1 · Cavalier noir sur case blanche f1 · Tour noire sur case blanche h1 | 6 |
| 5 | Roi blanc sur case noire f8 · Pion noir sur case noire a7 · Pion blanc sur case blanche f7 · Pion noir sur case noire b6 · Tour blanche sur case blanche e6 · Dame blanche sur case noire f6 · Cavalier blanc sur case noire h6 · Pion noir sur case noire c5 · Pion noir sur case blanche d5 · Pion blanc sur case blanche f5 · Pion noir sur case noire g5 · Pion blanc sur case blanche a4 · Roi noir sur case blanche c4 · Pion blanc sur case noire d4 · Tour noire sur case blanche g4 · Pion blanc sur case noire c3 · Pion blanc sur case noire g3 · Cavalier blanc sur case blanche h3 · Pion blanc sur case blanche a2 · Pion blanc sur case noire b2 · Fou noir sur case noire f2 · Fou blanc sur case blanche b1 · Cavalier noir sur case blanche f1 · Tour noire sur case blanche h1 | Roi blanc sur case noire f8 · Pion noir sur case noire a7 · Pion blanc sur case blanche f7 · Pion noir sur case noire b6 · Tour blanche sur case blanche e6 · Dame blanche sur case noire f6 · Cavalier blanc sur case noire h6 · Pion noir sur case noire c5 · Pion noir sur case blanche d5 · Pion blanc sur case blanche f5 · Pion noir sur case noire g5 · Pion blanc sur case blanche a4 · Roi noir sur case blanche c4 · Pion blanc sur case noire d4 · Tour noire sur case blanche g4 · Pion blanc sur case noire c3 · Pion blanc sur case noire g3 · Cavalier blanc sur case blanche h3 · Pion blanc sur case blanche a2 · Pion blanc sur case noire b2 · Fou noir sur case noire f2 · Fou blanc sur case blanche b1 · Cavalier noir sur case blanche f1 · Tour noire sur case blanche h1 | Roi blanc sur case noire f8 · Pion noir sur case noire a7 · Pion blanc sur case blanche f7 · Pion noir sur case noire b6 · Tour blanche sur case blanche e6 · Dame blanche sur case noire f6 · Cavalier blanc sur case noire h6 · Pion noir sur case noire c5 · Pion noir sur case blanche d5 · Pion blanc sur case blanche f5 · Pion noir sur case noire g5 · Pion blanc sur case blanche a4 · Roi noir sur case blanche c4 · Pion blanc sur case noire d4 · Tour noire sur case blanche g4 · Pion blanc sur case noire c3 · Pion blanc sur case noire g3 · Cavalier blanc sur case blanche h3 · Pion blanc sur case blanche a2 · Pion blanc sur case noire b2 · Fou noir sur case noire f2 · Fou blanc sur case blanche b1 · Cavalier noir sur case blanche f1 · Tour noire sur case blanche h1 | Roi blanc sur case noire f8 · Pion noir sur case noire a7 · Pion blanc sur case blanche f7 · Pion noir sur case noire b6 · Tour blanche sur case blanche e6 · Dame blanche sur case noire f6 · Cavalier blanc sur case noire h6 · Pion noir sur case noire c5 · Pion noir sur case blanche d5 · Pion blanc sur case blanche f5 · Pion noir sur case noire g5 · Pion blanc sur case blanche a4 · Roi noir sur case blanche c4 · Pion blanc sur case noire d4 · Tour noire sur case blanche g4 · Pion blanc sur case noire c3 · Pion blanc sur case noire g3 · Cavalier blanc sur case blanche h3 · Pion blanc sur case blanche a2 · Pion blanc sur case noire b2 · Fou noir sur case noire f2 · Fou blanc sur case blanche b1 · Cavalier noir sur case blanche f1 · Tour noire sur case blanche h1 | Roi blanc sur case noire f8 · Pion noir sur case noire a7 · Pion blanc sur case blanche f7 · Pion noir sur case noire b6 · Tour blanche sur case blanche e6 · Dame blanche sur case noire f6 · Cavalier blanc sur case noire h6 · Pion noir sur case noire c5 · Pion noir sur case blanche d5 · Pion blanc sur case blanche f5 · Pion noir sur case noire g5 · Pion blanc sur case blanche a4 · Roi noir sur case blanche c4 · Pion blanc sur case noire d4 · Tour noire sur case blanche g4 · Pion blanc sur case noire c3 · Pion blanc sur case noire g3 · Cavalier blanc sur case blanche h3 · Pion blanc sur case blanche a2 · Pion blanc sur case noire b2 · Fou noir sur case noire f2 · Fou blanc sur case blanche b1 · Cavalier noir sur case blanche f1 · Tour noire sur case blanche h1 | Roi blanc sur case noire f8 · Pion noir sur case noire a7 · Pion blanc sur case blanche f7 · Pion noir sur case noire b6 · Tour blanche sur case blanche e6 · Dame blanche sur case noire f6 · Cavalier blanc sur case noire h6 · Pion noir sur case noire c5 · Pion noir sur case blanche d5 · Pion blanc sur case blanche f5 · Pion noir sur case noire g5 · Pion blanc sur case blanche a4 · Roi noir sur case blanche c4 · Pion blanc sur case noire d4 · Tour noire sur case blanche g4 · Pion blanc sur case noire c3 · Pion blanc sur case noire g3 · Cavalier blanc sur case blanche h3 · Pion blanc sur case blanche a2 · Pion blanc sur case noire b2 · Fou noir sur case noire f2 · Fou blanc sur case blanche b1 · Cavalier noir sur case blanche f1 · Tour noire sur case blanche h1 | Roi blanc sur case noire f8 · Pion noir sur case noire a7 · Pion blanc sur case blanche f7 · Pion noir sur case noire b6 · Tour blanche sur case blanche e6 · Dame blanche sur case noire f6 · Cavalier blanc sur case noire h6 · Pion noir sur case noire c5 · Pion noir sur case blanche d5 · Pion blanc sur case blanche f5 · Pion noir sur case noire g5 · Pion blanc sur case blanche a4 · Roi noir sur case blanche c4 · Pion blanc sur case noire d4 · Tour noire sur case blanche g4 · Pion blanc sur case noire c3 · Pion blanc sur case noire g3 · Cavalier blanc sur case blanche h3 · Pion blanc sur case blanche a2 · Pion blanc sur case noire b2 · Fou noir sur case noire f2 · Fou blanc sur case blanche b1 · Cavalier noir sur case blanche f1 · Tour noire sur case blanche h1 | Roi blanc sur case noire f8 · Pion noir sur case noire a7 · Pion blanc sur case blanche f7 · Pion noir sur case noire b6 · Tour blanche sur case blanche e6 · Dame blanche sur case noire f6 · Cavalier blanc sur case noire h6 · Pion noir sur case noire c5 · Pion noir sur case blanche d5 · Pion blanc sur case blanche f5 · Pion noir sur case noire g5 · Pion blanc sur case blanche a4 · Roi noir sur case blanche c4 · Pion blanc sur case noire d4 · Tour noire sur case blanche g4 · Pion blanc sur case noire c3 · Pion blanc sur case noire g3 · Cavalier blanc sur case blanche h3 · Pion blanc sur case blanche a2 · Pion blanc sur case noire b2 · Fou noir sur case noire f2 · Fou blanc sur case blanche b1 · Cavalier noir sur case blanche f1 · Tour noire sur case blanche h1 | 5 |
| 4 | Roi blanc sur case noire f8 · Pion noir sur case noire a7 · Pion blanc sur case blanche f7 · Pion noir sur case noire b6 · Tour blanche sur case blanche e6 · Dame blanche sur case noire f6 · Cavalier blanc sur case noire h6 · Pion noir sur case noire c5 · Pion noir sur case blanche d5 · Pion blanc sur case blanche f5 · Pion noir sur case noire g5 · Pion blanc sur case blanche a4 · Roi noir sur case blanche c4 · Pion blanc sur case noire d4 · Tour noire sur case blanche g4 · Pion blanc sur case noire c3 · Pion blanc sur case noire g3 · Cavalier blanc sur case blanche h3 · Pion blanc sur case blanche a2 · Pion blanc sur case noire b2 · Fou noir sur case noire f2 · Fou blanc sur case blanche b1 · Cavalier noir sur case blanche f1 · Tour noire sur case blanche h1 | Roi blanc sur case noire f8 · Pion noir sur case noire a7 · Pion blanc sur case blanche f7 · Pion noir sur case noire b6 · Tour blanche sur case blanche e6 · Dame blanche sur case noire f6 · Cavalier blanc sur case noire h6 · Pion noir sur case noire c5 · Pion noir sur case blanche d5 · Pion blanc sur case blanche f5 · Pion noir sur case noire g5 · Pion blanc sur case blanche a4 · Roi noir sur case blanche c4 · Pion blanc sur case noire d4 · Tour noire sur case blanche g4 · Pion blanc sur case noire c3 · Pion blanc sur case noire g3 · Cavalier blanc sur case blanche h3 · Pion blanc sur case blanche a2 · Pion blanc sur case noire b2 · Fou noir sur case noire f2 · Fou blanc sur case blanche b1 · Cavalier noir sur case blanche f1 · Tour noire sur case blanche h1 | Roi blanc sur case noire f8 · Pion noir sur case noire a7 · Pion blanc sur case blanche f7 · Pion noir sur case noire b6 · Tour blanche sur case blanche e6 · Dame blanche sur case noire f6 · Cavalier blanc sur case noire h6 · Pion noir sur case noire c5 · Pion noir sur case blanche d5 · Pion blanc sur case blanche f5 · Pion noir sur case noire g5 · Pion blanc sur case blanche a4 · Roi noir sur case blanche c4 · Pion blanc sur case noire d4 · Tour noire sur case blanche g4 · Pion blanc sur case noire c3 · Pion blanc sur case noire g3 · Cavalier blanc sur case blanche h3 · Pion blanc sur case blanche a2 · Pion blanc sur case noire b2 · Fou noir sur case noire f2 · Fou blanc sur case blanche b1 · Cavalier noir sur case blanche f1 · Tour noire sur case blanche h1 | Roi blanc sur case noire f8 · Pion noir sur case noire a7 · Pion blanc sur case blanche f7 · Pion noir sur case noire b6 · Tour blanche sur case blanche e6 · Dame blanche sur case noire f6 · Cavalier blanc sur case noire h6 · Pion noir sur case noire c5 · Pion noir sur case blanche d5 · Pion blanc sur case blanche f5 · Pion noir sur case noire g5 · Pion blanc sur case blanche a4 · Roi noir sur case blanche c4 · Pion blanc sur case noire d4 · Tour noire sur case blanche g4 · Pion blanc sur case noire c3 · Pion blanc sur case noire g3 · Cavalier blanc sur case blanche h3 · Pion blanc sur case blanche a2 · Pion blanc sur case noire b2 · Fou noir sur case noire f2 · Fou blanc sur case blanche b1 · Cavalier noir sur case blanche f1 · Tour noire sur case blanche h1 | Roi blanc sur case noire f8 · Pion noir sur case noire a7 · Pion blanc sur case blanche f7 · Pion noir sur case noire b6 · Tour blanche sur case blanche e6 · Dame blanche sur case noire f6 · Cavalier blanc sur case noire h6 · Pion noir sur case noire c5 · Pion noir sur case blanche d5 · Pion blanc sur case blanche f5 · Pion noir sur case noire g5 · Pion blanc sur case blanche a4 · Roi noir sur case blanche c4 · Pion blanc sur case noire d4 · Tour noire sur case blanche g4 · Pion blanc sur case noire c3 · Pion blanc sur case noire g3 · Cavalier blanc sur case blanche h3 · Pion blanc sur case blanche a2 · Pion blanc sur case noire b2 · Fou noir sur case noire f2 · Fou blanc sur case blanche b1 · Cavalier noir sur case blanche f1 · Tour noire sur case blanche h1 | Roi blanc sur case noire f8 · Pion noir sur case noire a7 · Pion blanc sur case blanche f7 · Pion noir sur case noire b6 · Tour blanche sur case blanche e6 · Dame blanche sur case noire f6 · Cavalier blanc sur case noire h6 · Pion noir sur case noire c5 · Pion noir sur case blanche d5 · Pion blanc sur case blanche f5 · Pion noir sur case noire g5 · Pion blanc sur case blanche a4 · Roi noir sur case blanche c4 · Pion blanc sur case noire d4 · Tour noire sur case blanche g4 · Pion blanc sur case noire c3 · Pion blanc sur case noire g3 · Cavalier blanc sur case blanche h3 · Pion blanc sur case blanche a2 · Pion blanc sur case noire b2 · Fou noir sur case noire f2 · Fou blanc sur case blanche b1 · Cavalier noir sur case blanche f1 · Tour noire sur case blanche h1 | Roi blanc sur case noire f8 · Pion noir sur case noire a7 · Pion blanc sur case blanche f7 · Pion noir sur case noire b6 · Tour blanche sur case blanche e6 · Dame blanche sur case noire f6 · Cavalier blanc sur case noire h6 · Pion noir sur case noire c5 · Pion noir sur case blanche d5 · Pion blanc sur case blanche f5 · Pion noir sur case noire g5 · Pion blanc sur case blanche a4 · Roi noir sur case blanche c4 · Pion blanc sur case noire d4 · Tour noire sur case blanche g4 · Pion blanc sur case noire c3 · Pion blanc sur case noire g3 · Cavalier blanc sur case blanche h3 · Pion blanc sur case blanche a2 · Pion blanc sur case noire b2 · Fou noir sur case noire f2 · Fou blanc sur case blanche b1 · Cavalier noir sur case blanche f1 · Tour noire sur case blanche h1 | Roi blanc sur case noire f8 · Pion noir sur case noire a7 · Pion blanc sur case blanche f7 · Pion noir sur case noire b6 · Tour blanche sur case blanche e6 · Dame blanche sur case noire f6 · Cavalier blanc sur case noire h6 · Pion noir sur case noire c5 · Pion noir sur case blanche d5 · Pion blanc sur case blanche f5 · Pion noir sur case noire g5 · Pion blanc sur case blanche a4 · Roi noir sur case blanche c4 · Pion blanc sur case noire d4 · Tour noire sur case blanche g4 · Pion blanc sur case noire c3 · Pion blanc sur case noire g3 · Cavalier blanc sur case blanche h3 · Pion blanc sur case blanche a2 · Pion blanc sur case noire b2 · Fou noir sur case noire f2 · Fou blanc sur case blanche b1 · Cavalier noir sur case blanche f1 · Tour noire sur case blanche h1 | 4 |
| 3 | Roi blanc sur case noire f8 · Pion noir sur case noire a7 · Pion blanc sur case blanche f7 · Pion noir sur case noire b6 · Tour blanche sur case blanche e6 · Dame blanche sur case noire f6 · Cavalier blanc sur case noire h6 · Pion noir sur case noire c5 · Pion noir sur case blanche d5 · Pion blanc sur case blanche f5 · Pion noir sur case noire g5 · Pion blanc sur case blanche a4 · Roi noir sur case blanche c4 · Pion blanc sur case noire d4 · Tour noire sur case blanche g4 · Pion blanc sur case noire c3 · Pion blanc sur case noire g3 · Cavalier blanc sur case blanche h3 · Pion blanc sur case blanche a2 · Pion blanc sur case noire b2 · Fou noir sur case noire f2 · Fou blanc sur case blanche b1 · Cavalier noir sur case blanche f1 · Tour noire sur case blanche h1 | Roi blanc sur case noire f8 · Pion noir sur case noire a7 · Pion blanc sur case blanche f7 · Pion noir sur case noire b6 · Tour blanche sur case blanche e6 · Dame blanche sur case noire f6 · Cavalier blanc sur case noire h6 · Pion noir sur case noire c5 · Pion noir sur case blanche d5 · Pion blanc sur case blanche f5 · Pion noir sur case noire g5 · Pion blanc sur case blanche a4 · Roi noir sur case blanche c4 · Pion blanc sur case noire d4 · Tour noire sur case blanche g4 · Pion blanc sur case noire c3 · Pion blanc sur case noire g3 · Cavalier blanc sur case blanche h3 · Pion blanc sur case blanche a2 · Pion blanc sur case noire b2 · Fou noir sur case noire f2 · Fou blanc sur case blanche b1 · Cavalier noir sur case blanche f1 · Tour noire sur case blanche h1 | Roi blanc sur case noire f8 · Pion noir sur case noire a7 · Pion blanc sur case blanche f7 · Pion noir sur case noire b6 · Tour blanche sur case blanche e6 · Dame blanche sur case noire f6 · Cavalier blanc sur case noire h6 · Pion noir sur case noire c5 · Pion noir sur case blanche d5 · Pion blanc sur case blanche f5 · Pion noir sur case noire g5 · Pion blanc sur case blanche a4 · Roi noir sur case blanche c4 · Pion blanc sur case noire d4 · Tour noire sur case blanche g4 · Pion blanc sur case noire c3 · Pion blanc sur case noire g3 · Cavalier blanc sur case blanche h3 · Pion blanc sur case blanche a2 · Pion blanc sur case noire b2 · Fou noir sur case noire f2 · Fou blanc sur case blanche b1 · Cavalier noir sur case blanche f1 · Tour noire sur case blanche h1 | Roi blanc sur case noire f8 · Pion noir sur case noire a7 · Pion blanc sur case blanche f7 · Pion noir sur case noire b6 · Tour blanche sur case blanche e6 · Dame blanche sur case noire f6 · Cavalier blanc sur case noire h6 · Pion noir sur case noire c5 · Pion noir sur case blanche d5 · Pion blanc sur case blanche f5 · Pion noir sur case noire g5 · Pion blanc sur case blanche a4 · Roi noir sur case blanche c4 · Pion blanc sur case noire d4 · Tour noire sur case blanche g4 · Pion blanc sur case noire c3 · Pion blanc sur case noire g3 · Cavalier blanc sur case blanche h3 · Pion blanc sur case blanche a2 · Pion blanc sur case noire b2 · Fou noir sur case noire f2 · Fou blanc sur case blanche b1 · Cavalier noir sur case blanche f1 · Tour noire sur case blanche h1 | Roi blanc sur case noire f8 · Pion noir sur case noire a7 · Pion blanc sur case blanche f7 · Pion noir sur case noire b6 · Tour blanche sur case blanche e6 · Dame blanche sur case noire f6 · Cavalier blanc sur case noire h6 · Pion noir sur case noire c5 · Pion noir sur case blanche d5 · Pion blanc sur case blanche f5 · Pion noir sur case noire g5 · Pion blanc sur case blanche a4 · Roi noir sur case blanche c4 · Pion blanc sur case noire d4 · Tour noire sur case blanche g4 · Pion blanc sur case noire c3 · Pion blanc sur case noire g3 · Cavalier blanc sur case blanche h3 · Pion blanc sur case blanche a2 · Pion blanc sur case noire b2 · Fou noir sur case noire f2 · Fou blanc sur case blanche b1 · Cavalier noir sur case blanche f1 · Tour noire sur case blanche h1 | Roi blanc sur case noire f8 · Pion noir sur case noire a7 · Pion blanc sur case blanche f7 · Pion noir sur case noire b6 · Tour blanche sur case blanche e6 · Dame blanche sur case noire f6 · Cavalier blanc sur case noire h6 · Pion noir sur case noire c5 · Pion noir sur case blanche d5 · Pion blanc sur case blanche f5 · Pion noir sur case noire g5 · Pion blanc sur case blanche a4 · Roi noir sur case blanche c4 · Pion blanc sur case noire d4 · Tour noire sur case blanche g4 · Pion blanc sur case noire c3 · Pion blanc sur case noire g3 · Cavalier blanc sur case blanche h3 · Pion blanc sur case blanche a2 · Pion blanc sur case noire b2 · Fou noir sur case noire f2 · Fou blanc sur case blanche b1 · Cavalier noir sur case blanche f1 · Tour noire sur case blanche h1 | Roi blanc sur case noire f8 · Pion noir sur case noire a7 · Pion blanc sur case blanche f7 · Pion noir sur case noire b6 · Tour blanche sur case blanche e6 · Dame blanche sur case noire f6 · Cavalier blanc sur case noire h6 · Pion noir sur case noire c5 · Pion noir sur case blanche d5 · Pion blanc sur case blanche f5 · Pion noir sur case noire g5 · Pion blanc sur case blanche a4 · Roi noir sur case blanche c4 · Pion blanc sur case noire d4 · Tour noire sur case blanche g4 · Pion blanc sur case noire c3 · Pion blanc sur case noire g3 · Cavalier blanc sur case blanche h3 · Pion blanc sur case blanche a2 · Pion blanc sur case noire b2 · Fou noir sur case noire f2 · Fou blanc sur case blanche b1 · Cavalier noir sur case blanche f1 · Tour noire sur case blanche h1 | Roi blanc sur case noire f8 · Pion noir sur case noire a7 · Pion blanc sur case blanche f7 · Pion noir sur case noire b6 · Tour blanche sur case blanche e6 · Dame blanche sur case noire f6 · Cavalier blanc sur case noire h6 · Pion noir sur case noire c5 · Pion noir sur case blanche d5 · Pion blanc sur case blanche f5 · Pion noir sur case noire g5 · Pion blanc sur case blanche a4 · Roi noir sur case blanche c4 · Pion blanc sur case noire d4 · Tour noire sur case blanche g4 · Pion blanc sur case noire c3 · Pion blanc sur case noire g3 · Cavalier blanc sur case blanche h3 · Pion blanc sur case blanche a2 · Pion blanc sur case noire b2 · Fou noir sur case noire f2 · Fou blanc sur case blanche b1 · Cavalier noir sur case blanche f1 · Tour noire sur case blanche h1 | 3 |
| 2 | Roi blanc sur case noire f8 · Pion noir sur case noire a7 · Pion blanc sur case blanche f7 · Pion noir sur case noire b6 · Tour blanche sur case blanche e6 · Dame blanche sur case noire f6 · Cavalier blanc sur case noire h6 · Pion noir sur case noire c5 · Pion noir sur case blanche d5 · Pion blanc sur case blanche f5 · Pion noir sur case noire g5 · Pion blanc sur case blanche a4 · Roi noir sur case blanche c4 · Pion blanc sur case noire d4 · Tour noire sur case blanche g4 · Pion blanc sur case noire c3 · Pion blanc sur case noire g3 · Cavalier blanc sur case blanche h3 · Pion blanc sur case blanche a2 · Pion blanc sur case noire b2 · Fou noir sur case noire f2 · Fou blanc sur case blanche b1 · Cavalier noir sur case blanche f1 · Tour noire sur case blanche h1 | Roi blanc sur case noire f8 · Pion noir sur case noire a7 · Pion blanc sur case blanche f7 · Pion noir sur case noire b6 · Tour blanche sur case blanche e6 · Dame blanche sur case noire f6 · Cavalier blanc sur case noire h6 · Pion noir sur case noire c5 · Pion noir sur case blanche d5 · Pion blanc sur case blanche f5 · Pion noir sur case noire g5 · Pion blanc sur case blanche a4 · Roi noir sur case blanche c4 · Pion blanc sur case noire d4 · Tour noire sur case blanche g4 · Pion blanc sur case noire c3 · Pion blanc sur case noire g3 · Cavalier blanc sur case blanche h3 · Pion blanc sur case blanche a2 · Pion blanc sur case noire b2 · Fou noir sur case noire f2 · Fou blanc sur case blanche b1 · Cavalier noir sur case blanche f1 · Tour noire sur case blanche h1 | Roi blanc sur case noire f8 · Pion noir sur case noire a7 · Pion blanc sur case blanche f7 · Pion noir sur case noire b6 · Tour blanche sur case blanche e6 · Dame blanche sur case noire f6 · Cavalier blanc sur case noire h6 · Pion noir sur case noire c5 · Pion noir sur case blanche d5 · Pion blanc sur case blanche f5 · Pion noir sur case noire g5 · Pion blanc sur case blanche a4 · Roi noir sur case blanche c4 · Pion blanc sur case noire d4 · Tour noire sur case blanche g4 · Pion blanc sur case noire c3 · Pion blanc sur case noire g3 · Cavalier blanc sur case blanche h3 · Pion blanc sur case blanche a2 · Pion blanc sur case noire b2 · Fou noir sur case noire f2 · Fou blanc sur case blanche b1 · Cavalier noir sur case blanche f1 · Tour noire sur case blanche h1 | Roi blanc sur case noire f8 · Pion noir sur case noire a7 · Pion blanc sur case blanche f7 · Pion noir sur case noire b6 · Tour blanche sur case blanche e6 · Dame blanche sur case noire f6 · Cavalier blanc sur case noire h6 · Pion noir sur case noire c5 · Pion noir sur case blanche d5 · Pion blanc sur case blanche f5 · Pion noir sur case noire g5 · Pion blanc sur case blanche a4 · Roi noir sur case blanche c4 · Pion blanc sur case noire d4 · Tour noire sur case blanche g4 · Pion blanc sur case noire c3 · Pion blanc sur case noire g3 · Cavalier blanc sur case blanche h3 · Pion blanc sur case blanche a2 · Pion blanc sur case noire b2 · Fou noir sur case noire f2 · Fou blanc sur case blanche b1 · Cavalier noir sur case blanche f1 · Tour noire sur case blanche h1 | Roi blanc sur case noire f8 · Pion noir sur case noire a7 · Pion blanc sur case blanche f7 · Pion noir sur case noire b6 · Tour blanche sur case blanche e6 · Dame blanche sur case noire f6 · Cavalier blanc sur case noire h6 · Pion noir sur case noire c5 · Pion noir sur case blanche d5 · Pion blanc sur case blanche f5 · Pion noir sur case noire g5 · Pion blanc sur case blanche a4 · Roi noir sur case blanche c4 · Pion blanc sur case noire d4 · Tour noire sur case blanche g4 · Pion blanc sur case noire c3 · Pion blanc sur case noire g3 · Cavalier blanc sur case blanche h3 · Pion blanc sur case blanche a2 · Pion blanc sur case noire b2 · Fou noir sur case noire f2 · Fou blanc sur case blanche b1 · Cavalier noir sur case blanche f1 · Tour noire sur case blanche h1 | Roi blanc sur case noire f8 · Pion noir sur case noire a7 · Pion blanc sur case blanche f7 · Pion noir sur case noire b6 · Tour blanche sur case blanche e6 · Dame blanche sur case noire f6 · Cavalier blanc sur case noire h6 · Pion noir sur case noire c5 · Pion noir sur case blanche d5 · Pion blanc sur case blanche f5 · Pion noir sur case noire g5 · Pion blanc sur case blanche a4 · Roi noir sur case blanche c4 · Pion blanc sur case noire d4 · Tour noire sur case blanche g4 · Pion blanc sur case noire c3 · Pion blanc sur case noire g3 · Cavalier blanc sur case blanche h3 · Pion blanc sur case blanche a2 · Pion blanc sur case noire b2 · Fou noir sur case noire f2 · Fou blanc sur case blanche b1 · Cavalier noir sur case blanche f1 · Tour noire sur case blanche h1 | Roi blanc sur case noire f8 · Pion noir sur case noire a7 · Pion blanc sur case blanche f7 · Pion noir sur case noire b6 · Tour blanche sur case blanche e6 · Dame blanche sur case noire f6 · Cavalier blanc sur case noire h6 · Pion noir sur case noire c5 · Pion noir sur case blanche d5 · Pion blanc sur case blanche f5 · Pion noir sur case noire g5 · Pion blanc sur case blanche a4 · Roi noir sur case blanche c4 · Pion blanc sur case noire d4 · Tour noire sur case blanche g4 · Pion blanc sur case noire c3 · Pion blanc sur case noire g3 · Cavalier blanc sur case blanche h3 · Pion blanc sur case blanche a2 · Pion blanc sur case noire b2 · Fou noir sur case noire f2 · Fou blanc sur case blanche b1 · Cavalier noir sur case blanche f1 · Tour noire sur case blanche h1 | Roi blanc sur case noire f8 · Pion noir sur case noire a7 · Pion blanc sur case blanche f7 · Pion noir sur case noire b6 · Tour blanche sur case blanche e6 · Dame blanche sur case noire f6 · Cavalier blanc sur case noire h6 · Pion noir sur case noire c5 · Pion noir sur case blanche d5 · Pion blanc sur case blanche f5 · Pion noir sur case noire g5 · Pion blanc sur case blanche a4 · Roi noir sur case blanche c4 · Pion blanc sur case noire d4 · Tour noire sur case blanche g4 · Pion blanc sur case noire c3 · Pion blanc sur case noire g3 · Cavalier blanc sur case blanche h3 · Pion blanc sur case blanche a2 · Pion blanc sur case noire b2 · Fou noir sur case noire f2 · Fou blanc sur case blanche b1 · Cavalier noir sur case blanche f1 · Tour noire sur case blanche h1 | 2 |
| 1 | Roi blanc sur case noire f8 · Pion noir sur case noire a7 · Pion blanc sur case blanche f7 · Pion noir sur case noire b6 · Tour blanche sur case blanche e6 · Dame blanche sur case noire f6 · Cavalier blanc sur case noire h6 · Pion noir sur case noire c5 · Pion noir sur case blanche d5 · Pion blanc sur case blanche f5 · Pion noir sur case noire g5 · Pion blanc sur case blanche a4 · Roi noir sur case blanche c4 · Pion blanc sur case noire d4 · Tour noire sur case blanche g4 · Pion blanc sur case noire c3 · Pion blanc sur case noire g3 · Cavalier blanc sur case blanche h3 · Pion blanc sur case blanche a2 · Pion blanc sur case noire b2 · Fou noir sur case noire f2 · Fou blanc sur case blanche b1 · Cavalier noir sur case blanche f1 · Tour noire sur case blanche h1 | Roi blanc sur case noire f8 · Pion noir sur case noire a7 · Pion blanc sur case blanche f7 · Pion noir sur case noire b6 · Tour blanche sur case blanche e6 · Dame blanche sur case noire f6 · Cavalier blanc sur case noire h6 · Pion noir sur case noire c5 · Pion noir sur case blanche d5 · Pion blanc sur case blanche f5 · Pion noir sur case noire g5 · Pion blanc sur case blanche a4 · Roi noir sur case blanche c4 · Pion blanc sur case noire d4 · Tour noire sur case blanche g4 · Pion blanc sur case noire c3 · Pion blanc sur case noire g3 · Cavalier blanc sur case blanche h3 · Pion blanc sur case blanche a2 · Pion blanc sur case noire b2 · Fou noir sur case noire f2 · Fou blanc sur case blanche b1 · Cavalier noir sur case blanche f1 · Tour noire sur case blanche h1 | Roi blanc sur case noire f8 · Pion noir sur case noire a7 · Pion blanc sur case blanche f7 · Pion noir sur case noire b6 · Tour blanche sur case blanche e6 · Dame blanche sur case noire f6 · Cavalier blanc sur case noire h6 · Pion noir sur case noire c5 · Pion noir sur case blanche d5 · Pion blanc sur case blanche f5 · Pion noir sur case noire g5 · Pion blanc sur case blanche a4 · Roi noir sur case blanche c4 · Pion blanc sur case noire d4 · Tour noire sur case blanche g4 · Pion blanc sur case noire c3 · Pion blanc sur case noire g3 · Cavalier blanc sur case blanche h3 · Pion blanc sur case blanche a2 · Pion blanc sur case noire b2 · Fou noir sur case noire f2 · Fou blanc sur case blanche b1 · Cavalier noir sur case blanche f1 · Tour noire sur case blanche h1 | Roi blanc sur case noire f8 · Pion noir sur case noire a7 · Pion blanc sur case blanche f7 · Pion noir sur case noire b6 · Tour blanche sur case blanche e6 · Dame blanche sur case noire f6 · Cavalier blanc sur case noire h6 · Pion noir sur case noire c5 · Pion noir sur case blanche d5 · Pion blanc sur case blanche f5 · Pion noir sur case noire g5 · Pion blanc sur case blanche a4 · Roi noir sur case blanche c4 · Pion blanc sur case noire d4 · Tour noire sur case blanche g4 · Pion blanc sur case noire c3 · Pion blanc sur case noire g3 · Cavalier blanc sur case blanche h3 · Pion blanc sur case blanche a2 · Pion blanc sur case noire b2 · Fou noir sur case noire f2 · Fou blanc sur case blanche b1 · Cavalier noir sur case blanche f1 · Tour noire sur case blanche h1 | Roi blanc sur case noire f8 · Pion noir sur case noire a7 · Pion blanc sur case blanche f7 · Pion noir sur case noire b6 · Tour blanche sur case blanche e6 · Dame blanche sur case noire f6 · Cavalier blanc sur case noire h6 · Pion noir sur case noire c5 · Pion noir sur case blanche d5 · Pion blanc sur case blanche f5 · Pion noir sur case noire g5 · Pion blanc sur case blanche a4 · Roi noir sur case blanche c4 · Pion blanc sur case noire d4 · Tour noire sur case blanche g4 · Pion blanc sur case noire c3 · Pion blanc sur case noire g3 · Cavalier blanc sur case blanche h3 · Pion blanc sur case blanche a2 · Pion blanc sur case noire b2 · Fou noir sur case noire f2 · Fou blanc sur case blanche b1 · Cavalier noir sur case blanche f1 · Tour noire sur case blanche h1 | Roi blanc sur case noire f8 · Pion noir sur case noire a7 · Pion blanc sur case blanche f7 · Pion noir sur case noire b6 · Tour blanche sur case blanche e6 · Dame blanche sur case noire f6 · Cavalier blanc sur case noire h6 · Pion noir sur case noire c5 · Pion noir sur case blanche d5 · Pion blanc sur case blanche f5 · Pion noir sur case noire g5 · Pion blanc sur case blanche a4 · Roi noir sur case blanche c4 · Pion blanc sur case noire d4 · Tour noire sur case blanche g4 · Pion blanc sur case noire c3 · Pion blanc sur case noire g3 · Cavalier blanc sur case blanche h3 · Pion blanc sur case blanche a2 · Pion blanc sur case noire b2 · Fou noir sur case noire f2 · Fou blanc sur case blanche b1 · Cavalier noir sur case blanche f1 · Tour noire sur case blanche h1 | Roi blanc sur case noire f8 · Pion noir sur case noire a7 · Pion blanc sur case blanche f7 · Pion noir sur case noire b6 · Tour blanche sur case blanche e6 · Dame blanche sur case noire f6 · Cavalier blanc sur case noire h6 · Pion noir sur case noire c5 · Pion noir sur case blanche d5 · Pion blanc sur case blanche f5 · Pion noir sur case noire g5 · Pion blanc sur case blanche a4 · Roi noir sur case blanche c4 · Pion blanc sur case noire d4 · Tour noire sur case blanche g4 · Pion blanc sur case noire c3 · Pion blanc sur case noire g3 · Cavalier blanc sur case blanche h3 · Pion blanc sur case blanche a2 · Pion blanc sur case noire b2 · Fou noir sur case noire f2 · Fou blanc sur case blanche b1 · Cavalier noir sur case blanche f1 · Tour noire sur case blanche h1 | Roi blanc sur case noire f8 · Pion noir sur case noire a7 · Pion blanc sur case blanche f7 · Pion noir sur case noire b6 · Tour blanche sur case blanche e6 · Dame blanche sur case noire f6 · Cavalier blanc sur case noire h6 · Pion noir sur case noire c5 · Pion noir sur case blanche d5 · Pion blanc sur case blanche f5 · Pion noir sur case noire g5 · Pion blanc sur case blanche a4 · Roi noir sur case blanche c4 · Pion blanc sur case noire d4 · Tour noire sur case blanche g4 · Pion blanc sur case noire c3 · Pion blanc sur case noire g3 · Cavalier blanc sur case blanche h3 · Pion blanc sur case blanche a2 · Pion blanc sur case noire b2 · Fou noir sur case noire f2 · Fou blanc sur case blanche b1 · Cavalier noir sur case blanche f1 · Tour noire sur case blanche h1 | 1 |
|   | a | b | c | d | e | f | g | h |   |

1.Tç6! [menace 2.T×ç5+ b×ç5 3.Da6‡]

1…T×d4 2.Cg4 [3.Cé5‡] T×g4,Té4 3.b3‡

	2…F×g3 3.D×d4‡

1…F×d4 2.Cf2 [3.Fd3‡] T×g3 3.D×d4‡

	2…F×f2 3.b3‡

	2…F×ç3 3.D×ç3‡